# Куделич, Светлана Михайловна
Светла́на Миха́йловна Куде́лич (бел. Святлана Міхайлаўна Кудзеліч; род. 7 мая 1987, Пинск, Брестская область, Белорусская ССР, СССР) — белорусская легкоатлетка, специализирующаяся в беге на 3000 метров с препятствиями. Серебряный призёр чемпионата Европы в помещении 2015 года на дистанции 3000 метров. Многократная чемпионка Белоруссии. Участница летних Олимпийских игр 2012 и 2016 года. Мастер спорта международного класса.

## Биография
В 5-м классе, желая прогулять уроки, решила выступить на школьном кроссе, который неожиданно для себя выиграла. После того, как стала лучшей и в городском забеге, сделала окончательный выбор в пользу бега.
Перед тем, как остановиться на стипль-чезе, специализировалась в беге на длинные дистанции, где показывала неплохие результаты в юном возрасте. Была третьей на юниорском чемпионате Европы, второй среди молодёжи на пятикилометровой дистанции. На взрослом чемпионате Европы в 2010 году бежала 10 000 метров, но была далеко от пьедестала.
В 2012 году решила попробовать себя на 3000 метрах с препятствиями, где ей с ходу покорился олимпийский норматив. В начале июля она показала результат 9.39,43, а уже спустя месяц выступала на Олимпийском стадионе в Лондоне. Повторить или улучшить время Светлане не получилось, она осталась за бортом финала. Однако потенциал в новой дисциплине был очевиден.
На чемпионате Европы 2014 года Куделич была уже одной из претенденток на медаль. Она была в числе четырёх девушек, оторвавшихся от преследователей за круг до финиша, однако на финише не смогла зацепиться за пьедестал, так и оставшись четвёртой.
Зимний сезон 2015 года планировала пройти в тренировочном режиме, однако на своём единственном старте, чемпионате страны, побила рекорд Белоруссии на 3000 метров и была включена в состав команды на чемпионат Европы в помещении. Положительное решение о выступлении на этом турнире Светлана снова приняла в последний момент. Тем не менее, ей удалось не только не затеряться среди сильнейших европейских бегуний, но и завоевать серебряную медаль, уступив лишь лидеру сезона россиянке Елене Коробкиной. Показав время 8.48,02, она сбросила ещё 7 секунд со своего национального рекорда.
На летнем чемпионате мира 2015 года не смогла финишировать из-за спазма икроножной мышцы, появившегося за 2 дня до старта.
На своих вторых Олимпийских играх в Рио-де-Жанейро показала в забеге свой лучший результат сезона (9.32,93), но его не хватило для выхода в финал.
Выпускница Белорусского государственного университета физической культуры.
Выступает за спортивное общество Динамо. С 2007 года Светлану тренирует Игорь Жаворонок.
До сентября 2020 года работала в МЧС на должности инспектора по профессиональной подготовке и спорту сектора идеологической работы и кадрового обеспечения в звании старшего лейтенанта. Во время протестов Белоруссии 18 августа 2020 года вместе с другими белорусскими спортсменами подписала открытое письмо с осуждением насилия в стране и требованием новых президентских выборов. После этого была уволена из МЧС и лишена зарплаты. Также была исключена из списочного состава национальной сборной. Под репрессии попал и муж бегуньи, её тренер Игорь Жаворонок, которому не продлили контракт. Тем не менее пара продолжила подготовку к Олимпийским играм 2020 уже самостоятельно.

## Основные результаты
| Год  | Турнир                          | Место проведения         | Дисциплина | Место       | Результат |
| ---- | ------------------------------- | ------------------------ | ---------- | ----------- | --------- |
| 2005 | Чемпионат Европы среди юниоров  | Каунас, Литва            | 5000 м     | 3-е         | 16.33,07  |
| 2006 | Чемпионат мира среди юниоров    | Пекин, Китай             | 1500 м     | 22-е (заб.) | 4.32,59   |
| 2006 | Чемпионат мира среди юниоров    | Пекин, Китай             | 5000 м     | 12-е        | 17.00,03  |
| 2009 | Чемпионат Европы среди молодёжи | Каунас, Литва            | 5000 м     | 2-е         | 16.03,85  |
| 2009 | Чемпионат Европы среди молодёжи | Каунас, Литва            | 10 000 м   | 5-е         | 34.15,12  |
| 2010 | Командный чемпионат Европы      | Берген, Норвегия         | 3000 м     | 5-е         | 9.16,06   |
| 2010 | Чемпионат Европы                | Барселона, Испания       | 10 000 м   | 8-е         | 33.31,33  |
| 2011 | Командный чемпионат Европы      | Стокгольм, Швеция        | 3000 м     | 6-е         | 9.00,06   |
| 2012 | Чемпионат Европы                | Хельсинки, Финляндия     | 3000 м/пр. | — (заб.)    | DQ        |
| 2012 | Олимпийские игры                | Лондон, Великобритания   | 3000 м/пр. | 32-е (заб.) | 9.54,77   |
| 2013 | Командный чемпионат Европы      | Гейтсхед, Великобритания | 3000 м/пр. | 7-е         | 9.59,60   |
| 2014 | Чемпионат Европы                | Цюрих, Швейцария         | 3000 м/пр. | 4-е         | 9.30,99   |
| 2014 | Континентальный кубок           | Марракеш, Марокко        | 3000 м/пр. | 4-е         | 9.56,31   |
| 2015 | Чемпионат Европы в помещении    | Прага, Чехия             | 3000 м     | 2-е         | 8.48,02   |
| 2015 | Командный чемпионат Европы      | Чебоксары, Россия        | 3000 м     | 4-е         | 9.24,12   |
| 2015 | Чемпионат мира                  | Пекин, Китай             | 3000 м/пр. | — (заб.)    | DNF       |
| 2016 | Чемпионат мира в помещении      | Портленд, США            | 3000 м     | 11-е        | 9.17,45   |
| 2016 | Олимпийские игры                | Рио-де-Жанейро, Бразилия | 3000 м/пр. | 22-е (заб.) | 9.32,93   |